# Сеэман, Сандер
Са́ндер Се́эман (эст. Sander Seeman; 12 сентября 1992, Салме, Сааремаа) — эстонский футболист, опорный полузащитник.

## Биография
Воспитанник клуба «Курессааре». На взрослом уровне начал играть в 2008 году в низших лигах Эстонии за команду «Сёрве», входившую в систему клуба «Курессааре», провёл за неё более ста матчей. В основном составе «Курессааре» дебютировал 20 июня 2009 года в матче высшего дивизиона против «Транса». Долгое время не мог закрепиться в основе клуба, сыграв за первые пять сезонов только 24 матча в высшей лиге, в большинстве из них выходил на замены. Часть сезона 2010 года провёл на правах аренды в клубе первой лиги «Флора» (Раквере). В 2014 году, после вылета «Курессааре» в первую лигу, стал игроком основного состава. В сезоне 2016 года, когда клуб играл в третьем дивизионе, футболист не играл и не включался в заявку на сезон. В 2017 году вернулся в состав, со следующего сезона вместе с клубом стал выступать в высшем дивизионе. По состоянию на начало 2020-х годов — капитан «Курессааре». В 2022 годах со своей командой занял пятое место в чемпионате, что стало наивысшим успехом клуба в истории. По окончании сезона 2022 года завершил карьеру.
Всего за карьеру сыграл за «Курессааре» 233 матча и забил 4 гола, из них 166 матчей и один гол — в высшем дивизионе.
Принимал участие в Островных играх и других неофициальных соревнованиях в составе сборной острова Сааремаа.